# Михайлівський гірничо-збагачувальний комбінат
Михайлівський гірничо-збагачувальний комбінат – підприємство з видобутку та переробки багатих залізних руд і залізистих кварцитів у м. Желєзногорську Курської області Росії. 

## Характеристика
Балансові запаси кварцитів 7 млрд т, багатих руд – 330 млн т. Вміст заліза відповідно 38 – 40 % і 54.8%.
Михайлівський гірничо-збагачувальний комбінат сьогодні – це друге в Росії підприємство за обсягами виробництва залізорудної сировини для чорної металургії. Комбінат входить до числа підприємств, що складають основний промисловий потенціал країни. З 1998 року МГЗК входить в структуру Керуючої Холдингової Компанії"Металлоинвест". Михайлівський ГЗК побудований на базі  Михайлівського родовища, розташованого за 100 кілометрів північніше м. Курськ.  Руда тут залягає могутнім пластом шириною до 2,5 км і протяжністю близько 7 км. Обсяг її розвіданих запасів - понад 11 млрд т. За нинішніх темпів розробки родовища, цього вистачить на 300 років. Продукція МГЗК: котуни, залізорудний концентрат (в тому числі  сушений), аглоруда, доменна руда. Обсяг реалізації в 2002 році становив 5,5 млрд рублів, у 2003 році - розмірі 8,3 млрд крб. (оцінка).  У 2002 році досягнуто найбільший обсяг виробництва  товарної  залізорудної продукції - 15,1 млн тонн, що на 1,5 млн тонн більше рівня 2001 року і значно вище проектної потужності комбінату. П'яту частину щорічного обсягу продажу складає експортне постачання продукції в Австрію, Чехію, Словаччину, Польщу, Румунію, Болгарію, Україну.

## Технологія розробки
Розробляється відкритим способом.